# Selección de fútbol sub-20 de Alemania
La selección de fútbol sub-20 de Alemania es el equipo que representa al país en la Copa Mundial de Fútbol Sub-20 y en la Eurocopa Sub-19, y es controlada por la Federación Alemana de Fútbol

## Palmarés

### Torneos Oficiales
- Copa Mundial de Fútbol Sub-20 :
  -  Campeón (1): 1981.
  -  Subcampeón (1): 1987.
- Eurocopa Sub-19 :
  -  Campeón (3): 1981, 2008, 2014.
  -  Subcampeón (5): 1954, 1972, 1994, 1998, 2002.
  -  Tercero (2): 1986, 2000.

### Torneos amistosos
- Torneo 4 Naciones: 7

2004, 2005, 2007, 2008, 2011, 2012, 2013

## Estadísticas

### Copa Mundial de Fútbol Sub-20
| Año   | Ronda        | Posición     | PJ           | PG           | PE           | PP           | GF           | GC           | Dif          |              |
| ----- | ------------ | ------------ | ------------ | ------------ | ------------ | ------------ | ------------ | ------------ | ------------ | ------------ |
| 1977  | No clasificó | No clasificó | No clasificó | No clasificó | No clasificó | No clasificó | No clasificó | No clasificó | No clasificó | No clasificó |
| 1979  | No clasificó | No clasificó | No clasificó | No clasificó | No clasificó | No clasificó | No clasificó | No clasificó | No clasificó | No clasificó |
| 1981  | Campeón      | 1.º          | 6            | 5            | 0            | 1            | 12           | 4            | +8           |              |
| 1983  | No clasificó | No clasificó | No clasificó | No clasificó | No clasificó | No clasificó | No clasificó | No clasificó | No clasificó | No clasificó |
| 1985  | No clasificó | No clasificó | No clasificó | No clasificó | No clasificó | No clasificó | No clasificó | No clasificó | No clasificó | No clasificó |
| 1987  | Subcampeón   | 2.º          | 6            | 4            | 2            | 0            | 14           | 3            | +11          |              |
| 1989  | No clasificó | No clasificó | No clasificó | No clasificó | No clasificó | No clasificó | No clasificó | No clasificó | No clasificó | No clasificó |
| 1991  | No clasificó | No clasificó | No clasificó | No clasificó | No clasificó | No clasificó | No clasificó | No clasificó | No clasificó | No clasificó |
| 1993  | Primera Fase | 10.º         | 3            | 1            | 1            | 4            | 4            | 4            | 0            |              |
| 1995  | Primera Fase | 12.º         | 3            | 0            | 2            | 1            | 3            | 4            | -1           |              |
| 1997  | No clasificó | No clasificó | No clasificó | No clasificó | No clasificó | No clasificó | No clasificó | No clasificó | No clasificó | No clasificó |
| 1999  | Primera Fase | 18.º         | 3            | 1            | 0            | 2            | 5            | 4            | +1           |              |
| 2001  | O. de final  | 10.º         | 4            | 2            | 0            | 2            | 9            | 7            | +2           |              |
| 2003  | Primera Fase | 17.º         | 3            | 1            | 0            | 2            | 3            | 5            | -2           |              |
| 2005  | C. de final  | 7.º          | 5            | 2            | 1            | 2            | 6            | 5            | +1           |              |
| 2007  | No clasificó | No clasificó | No clasificó | No clasificó | No clasificó | No clasificó | No clasificó | No clasificó | No clasificó | No clasificó |
| 2009  | C. de final  | 5.º          | 5            | 3            | 1            | 1            | 10           | 5            | +5           |              |
| 2011  | No clasificó | No clasificó | No clasificó | No clasificó | No clasificó | No clasificó | No clasificó | No clasificó | No clasificó | No clasificó |
| 2013  | No clasificó | No clasificó | No clasificó | No clasificó | No clasificó | No clasificó | No clasificó | No clasificó | No clasificó | No clasificó |
| 2015  | C. de final  | 5.º          | 5            | 4            | 1            | 0            | 18           | 3            | +5           |              |
| 2017  | O. de final  | 12.º         | 4            | 1            | 1            | 2            | 6            | 7            | -1           |              |
| 2019  | No clasificó | No clasificó | No clasificó | No clasificó | No clasificó | No clasificó | No clasificó | No clasificó | No clasificó | No clasificó |
| 2023  | No clasificó | No clasificó | No clasificó | No clasificó | No clasificó | No clasificó | No clasificó | No clasificó | No clasificó | No clasificó |
| 2025  | No clasificó | No clasificó | No clasificó | No clasificó | No clasificó | No clasificó | No clasificó | No clasificó | No clasificó | No clasificó |
| Total | 11/24        | 9.º          | 47           | 24           | 9            | 14           | 90           | 51           | +39          |              |